# SWIFT (リスクアセスメント)
SWIFT (Structured What If Technique; 構造化What-if技法)とは、リスク特定のため、仮定現象と結果をブレインストーミングで導き出す方法 (What-if分析) を構造的に繰り返すことで分析する手法。
当初、FMEAより迅速化を目的として作られた (swift: '迅速'の意味と上記のアクロニムを掛け合わせた)

。
ここで説明するwhat-if分析は、Microsoft Excelの機能のwhat-if分析とは異なる。